# Mathew Cheriankunnel
Mathew Cheriankunnel (ur. 23 września 1930 w Kadayanicad, zm. 30 marca 2022) – indyjski duchowny rzymskokatolicki, w latach 1988–1991 biskup diecezji Kurnool.

## Życiorys
Święcenia kapłańskie przyjął 28 kwietnia 1962. 31 maja 1976 został prekonizowany biskupem Nalgondy. Sakrę biskupią otrzymał 31 maja 1977. 22 grudnia 1986 mianowany został biskupem koadiutorem Kurnool, a 18 stycznia 1988 diecezjalnym. 16 lipca 1991 przeszedł na emeryturę. Zmarł 30 marca 2022.